# Sapohiv, Halîci
Sapohiv (în ucraineană Сапогів) este o comună în raionul Halîci, regiunea Ivano-Frankivsk, Ucraina, formată numai din satul de reședință.

## Demografie
Componența lingvistică a comunei Sapohiv
     Ucraineană (99,27%)
     Alte limbi (0,73%)
Conform recensământului din 2001, majoritatea populației comunei Sapohiv era vorbitoare de ucraineană (99,27%), existând în minoritate și vorbitori de alte limbi.